# Ferrão
Carlos Vagner Gularte Filho, meglio noto come Ferrão (Chapecó, 29 ottobre 1990) è un giocatore di calcio a 5 brasiliano, di ruolo pivot.
Con la nazionale brasiliana è stato campione del mondo nel 2024.

## Carriera

### Club
Ferrão debutta nel 2007 al Joinville, giocando poi due stagioni all'Atlantico e uno al Farroupilha Nel 2011 si trasferisce in Russia, acquistato dal Tjumen', dove in tre anni si fa conoscere al grande pubblico. A inizio 2014 viene insignito del premio come "miglior giovane" ai Futsal Awards. Nell'estate successiva viene acquistato dal Barcellona.

### Nazionale
Con la Nazionale maschile di calcio a 5 del Brasile ha disputato la Coppa del Mondo 2021, della quale è stato il capocannoniere, e la successiva edizione vinta proprio dalla Seleçao.

## Palmarès

### Club

#### Competizioni nazionali
- Campionato spagnolo: 4
Barcellona: 2018-19, 2020-21, 2021-22, 2022-23
- Coppa di Spagna: 3
Barcellona:  2018-19, 2019-20, 2021-22
- Coppa del Re: 4
Barcellona: 2017-18, 2018-19, 2019-20, 2022-23
- Supercoppa di Spagna: 3
Barcellona: 2019, 2021, 2022

#### Competizioni internazionali
- UEFA Champions League: 2
Barcellona: 2019-20, 2021-22

### Nazionale
- Campionato mondiale: 1
Uzbekistan 2024

### Individuale
- Futsal Awards: 4
Miglior giovane: 2013
Miglior giocatore: 2019, 2020, 2021